# Werner Haindl
Werner Haindl (* 1948) ist ein österreichischer Schauspieler.

## Leben und Karriere
Haindl absolvierte eine Schauspielausbildung an der Hochschule für Musik und darstellende Kunst in Graz. Er wirkte bereits in vielen Inszenierungen an renommierten deutschen Theatern mit, unter anderem in Nürnberg, München und Baden-Baden.
Des Weiteren stand er für TV-Produktionen wie Tatort und SOKO 5113 vor der Kamera. Im Mai 2009 übernahm er in der ARD-Telenovela Sturm der Liebe die Gastrolle des Karl Strobl.

## Filmografie (Auswahl)
- 1995: Tatort – Frau Bu lacht
- 1999: Der Bulle von Tölz – Tod aus dem All
- 1999: Tatort – Starkbier
- 2004: Alphateam – Die Lebensretter im OP (Folge 218)
- 2008: Liebe, Babys und ein großes Herz: Das Versprechen
- 2008: Liebe, Babys und ein großes Herz: Neue Wege
- 2009: Liebe, Babys und der Zauber Afrikas
- 2009: Sturm der Liebe
- 2010: Liebe, Babys und Familienglück
- 2011: Liebe, Babys und ein Stückchen Heimat
- 2011: Der Mann mit dem Fagott
- 2012: Die Tote ohne Alibi
- 2013: Utta Danella – Sturm am Ehehimmel
- 2014: Hubert und Staller – Die Radieschen von unten (Folge 55)
- 2016: Die Chefin: Ein ehrenwertes Haus
- 2016, 2017: Rote Rosen